# Stéphan Forté
Stėphan Forté, född 16 november 1978 i Montpellier är en fransk musiker och gitarrist i det progressiva neoklassiska metal-bandet Adagio.

## Diskografi
Med Adagio
- Sanctus Ignis (2001)
- Underworld (2003)
- A Band in Upperworld (live, 2004)
- Dominate (2006)
- Archangels in Black (2009)
- Life (2017)

Solo
- Visions (demo, 1996)
- Underworld - Solos and Licks (DVD, 2004)
- The Shadows Compendium (2011)
- Enigma Opera Black (2014)